# Estación de Kawabe-no-mori
La Estación de Kawabe-no-mori (河辺の森駅 Kawabe-no-mori-eki?) es una estación de ferrocarril localizada en Higashiōmi, Shiga, Japón.

## Líneas
- Ohmi Railway
  - Línea Principal

## Andenes
La estación tiene una plataforma con una sola vía. 

## Historia
La estación se creó para dar acceso al parque de Kawabe ikimono no mori ("bosque de criaturas en la orilla"), a 20 minutos a pie de la estación.
- 13 de marzo de 2004 - Apertura de la estación

## Estaciones adyacentes
| «                            | «                            | Servicio                     | »                            | »                            |
| Línea Principal Ohmi Railway | Línea Principal Ohmi Railway | Línea Principal Ohmi Railway | Línea Principal Ohmi Railway | Línea Principal Ohmi Railway |
| ---------------------------- | ---------------------------- | ---------------------------- | ---------------------------- | ---------------------------- |
| Gokashō                      |                              | Local                        |                              | Yōkaichi                     |
| Servicio rápìdo: Sin parada  |                              |                              |                              |                              |